# День Иоанна Павла II
День Иоанна Павла II (пол. Dzień Papieża Jana Pawła II) — польский государственный праздник, установленный в честь памяти Римского папы Иоанна Павла II. Отмечается ежегодно 16 октября с 2005 года. Праздник является рабочим днём.

## Значение
Праздник установлен в память Римского папы Иоанна Павла II, который являлся поляком. 16 октября 1978 года кардинал архиепископ Кракова Кароль Войтыла был избран Римским папой.

## История
27 июля 2005 года Польский Сейм установил новый государственный праздник в честь Римского папы Иоанна Павла II.
За установление нового государственного праздника проголосовали 338 депутатов, трое было против и два воздержались.
В уставе праздника говорится, что праздник установлен:

«… в честь самого известного авторитета XX века, в память человека, который вернул нас к истокам христианства и учил нас солидарности, мужеству и смирению».

## В католической церкви
В польской Католической церкви празднуется Папский день в воскресенье до 16 октября. В этот день в польских католических приходах собираются пожертвования для талантливых молодых людей из бедных семей.